# 鄧崙
鄧崙（14世紀—15世紀），字維玉，湖廣常德府武陵縣人，明朝政治人物。

## 生平
鄧崙是永樂十五年（1417年）舉人，二十二年（1424年）成進士，宣德四年（1429年）獲授南京刑科給事中，改任行在兵科給事中，曾上疏軍務十事：「選將領、練士卒、汰冗員、犒邊軍、去積弊、謹失機、禁侵漁、嚴紀律、貸貧之、徙達官」，因忤旨而在正統四年（1439年）外調長蘆都轉鹽運使司鹽運使，後官至兵部侍郎。

## 引用
1. 1 2  同治《武陵縣志·卷三十五·人物志第一》：鄧崙，字維玉，永樂甲辰進士，官兵科給事中，疏陳軍務十事，曰：「選將領、練士卒、汰冗員、犒邊軍、去積弊、謹失機、禁侵漁、嚴紀律、貸貧之、徙達官」。忤旨出補長蘆運使，建鹽課利害十餘事俱允行，民賴其惠，商賈以通，終兵部侍郎。 通志
2. ↑  同治《武陵縣志·卷三十二·選舉志第二》：舉人 明……永樂……鄧崙 丁酉見進士
3. ↑  同治《武陵縣志·卷三十一·選舉志第一》：進士……明……永樂……鄧崙 甲辰兵部侍郎有傳
4. ↑  《明宣宗章皇帝實錄·卷六十》：（宣德四年十二月戊子）擢……進士郭瑾、姚銑、李原縉、龔全安、葉頴、鄧崙為給事中，瑾、銑、原縉皆行在刑科，全安、頴皆行在工科，崙南京刑科。
5. ↑  《明英宗睿皇帝實錄·卷九》：（宣德十年九月甲午）行在兵科給事中鄧崙奉使大同回言軍情三事……
6. ↑  《明英宗睿皇帝實錄·卷五十五》：（正統四年五月）丁巳陞……給事中鄧崙為河間長蘆都轉運鹽使。